# Кавадарска контрачета
Кавадарската или Тиквешката контрачета е чета, създадена с помощта на българските власти във Вардарска Македония с цел борба срещу комунистическите партизани.
Създадена е през юни 1943 година. Начело на четата застава дееца на Вътрешната македонска революционна организация Атанас Калчев. Първоначалният брой на четата е 7 – 8 души от селата Ваташа, Паликура, Страгово и Чемерско. Четата е окомплектована напълно в кавадарското село Дреново и наброява 45 души. Подвойвода е Васил Булски. През лятото на 1944 четата заминава за Егейска Македония, където да подпомага местните българи за борба срещу тамошните гръцки партизани. Разбита е през 1944 година, като по това време наброява 60 души. На 29 април 1945 година десет негови четници са осъдени на смърт, но на 25 юни 1945 Висшият военен съд при Генералния щаб на ЮНА намалява присъдите им от 10 до 20 години затвор.